# لورنزو پارودی
لورنزو پارودی (به ایتالیایی: Lorenzo Parodi) ‏ (۲۰۱۱-۱۹۲۶) مارکسیست ایتالیایی که لوتتا کمونیستا (مبارزهٔ کمونیستی)، جریان کمونیست چپ انترناسیونالیست، را در سال ۱۹۶۵ پدید آورد.